# Lamaguère
Lamaguère é uma comuna francesa na região administrativa de Occitânia, no departamento de Gers. Estende-se por uma área de 6,49 km². Em 2010 a comuna tinha 81 habitantes (densidade: 12,5 hab./km²).